# 리리산

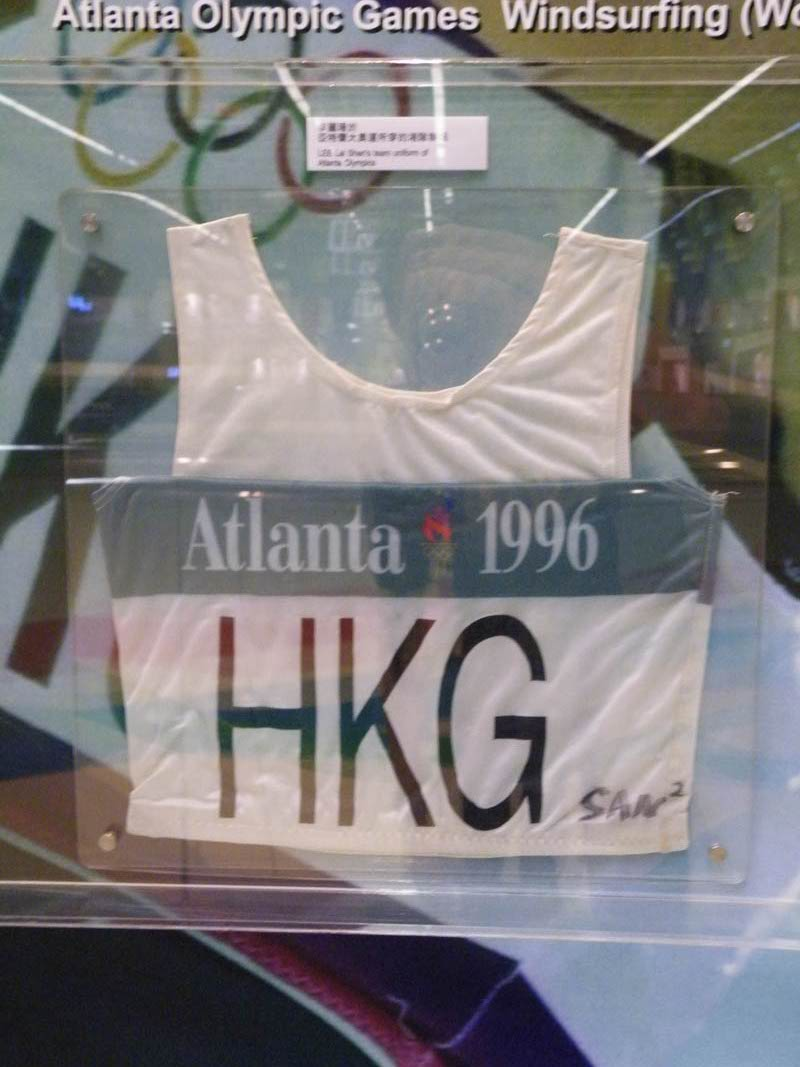
1996년 하계 올림픽 당시 리리산이 착용한 비브(번호 식별 상의)

리리산(중국어 정체자: 李麗珊, 간체자: 李丽珊, 병음: Lǐ Lìshān, 한자음: 이려산, 광둥어: Lei5 Lai6 saan1 레이라이산, 영어: Lee Lai-Shan, 1970년 9월 5일~)은 홍콩의 요트 선수이다. 1996년 하계 올림픽 요트 미스트랄급에서 금메달을 획득하여 홍콩 최초의 올림픽 금메달리스트이자 메달리스트가 되었다.

## 이력
청자우섬의 원거민으로 12살 때부터 윈드서핑을 시작했다. 17살 때 홍콩 윈드서핑 대회에 참가하기 시작하여 19살 때는 홍콩 국가대표팀에 합류했다. 그 때부터 각종 국제대회를 휩쓸었다.
1996년 미국 애틀랜타에서 열린 1996년 하계 올림픽에서 홍콩은 올림픽에 출전하기 시작한 1952년 이후로 1995년까지 단 하나의 메달도 따지 못했으나, 리리산이 금메달을 땀으로서 국민적인 영웅이 되었다. 리리산의 메달 획득은 또한 영국령 홍콩으로선 처음이자 마지막 메달이기도 하다.
대회 뒤에 그는 오스트레일리아 캔버라 대학교에서 스포츠경영을 공부하였으며, 2002년에는 홍콩 중문 대학에서 명예학위를 받았다. 그 이후에도 국제 대회에 꾸준히 출전했다.